# Gaby Hoffmann
Pour les articles homonymes, voir Hoffmann.
Gabriella Hoffmann, connue comme Gaby Hoffmann (née le 8 janvier 1982 à New York) est une actrice américaine. 
Elle est surtout connue pour ses apparitions dans les séries Louie et Girls et son rôle régulier dans Transparent. Elle a récemment interprété le rôle de Cassie Anderson dans la dernière mini-série « Eric » sur Netflix sortie au printemps 2024. 

## Filmographie

### Cinéma
- 1989 : Jusqu'au bout du rêve (Field of Dreams) : Karin Kinsella
- 1989 : L'Oncle Buck (Uncle Buck) : Maizy Russell
- 1992 : Ma vie est une comédie (This Is My Life) : Opal Ingels
- 1993 : Nuits blanches à Seattle (Sleepless in Seattle) : Jessica
- 1993 : L'Homme sans visage (The Man Without a Face) : Megan Norstadt
- 1994 : Someone Like Me : Gaby
- 1995 : Souvenirs d'un été (Now and Then) : Young Samantha Albertson
- 1996 : Tout le monde dit I love you (Everyone Says I Love You) : Lane Dandridge
- 1997 : Volcano : Kelly Roark
- 1998 : Snapped : Tara
- 1998 : Les filles font la loi : Odette 'Odie' Sinclair
- 1999 : 200 Cigarettes : Stephie
- 1999 : Coming Soon : Jenny Simon
- 1999 : Black and White : Raven
- 2000 : Tu peux compter sur moi (You Can Count on Me) : Sheila
- 2001 : Perfume : Gabrielle Mancini
- 2010 : 13 : Clara Ferro
- 2013 : Crystal Fairy de Sebastián Silva : « Crystal Fairy »
- 2014 : Veronica Mars de Rob Thomas : Ruby Jetson
- 2014 : Pauline Alone de Janicza Bravo : Pauline
- 2014 : Lyle de Stewart Thorndike : Leah
- 2014 : Wild de Jean-Marc Vallée : Aimée
- 2015 : Obvious Child de Gillian Robespierre : Nellie
- 2015 : Manhattan Romance de Tom O'Brien : Emmy
- 2021 : Nos âmes d'enfants (C'Mon C'Mon) de Mike Mills : ViV

### Télévision
- 1995 : Dix ans d'absence (Whose Daughter Is She ?) : Andrea Eagerton
- 1995 : Un vendredi de folie (téléfilm) : Annabelle Andrews
- 2012 : Louie : April, la petite amie de Louie
- 2014 : Transparent : Ali Pfefferman
- 2014-2015 : Girls : Caroline
- 2022 : en:Winning Time: The Rise of the Lakers Dynasty : Claire Rothman
- 2024 : Eric : Cassie Anderson
- New York section criminelle : saison 4 épisode 18